# Александър Мекси
Александър Габриел Мекси (на албански: Aleksandër Gabriel Meksi) е албански политик и археолог, министър-председател на Албания в периода 1992 – 1997 г. Участва в основаването на Демократическата партия през декември 1990 г., чието управление ориентира икономиката на страната към капиталистическата система. Той е известен и със своите изследвания в областта на археологията, проучва и реставрира средновековни архитектурни паметници (главно църкви и джамии). Притежава научните титли – кандидат на науките (от 1982 г.), доктор на науките (от 1988 г.) и професор (от 1995 г.).

## Биография
Александър Мекси е роден на 8 март 1939 г. в град Тирана, Албания. Завършва средното си образование в родния си град. През 1960 г. завършва висше в Инженерния факултет на Тиранския университет. През 1965 г. специализира (6 месеца) в „Scuola di perfezionamento per lo studio e il restauro dei monumenti“ в Архитектурния факултет на Римския университет. През 1974–1977 г. преподава по история на архитектурата, в катедрата по строителство на университета. През учебната 1989–1990 г. е преподавател по две дисциплини (упражнения и семинари – през първия семестър) в Марбургския университет, Германия. До края на 1990 г. работи предимно в Института за паметници на културата.
Политическа дейност
През декември 1990 г. е сред основателите на Демократическата партия и член на Инициативния комитет, оттогава до 1997 г. е член на ръководството на партията. След победата на изборите през 1992 г. е избран за министър-председател на Албания, длъжността заема до 13 март 1997 г., след като на 1 март подава оставка. От 2001 г. е критичен към ръководството на Демократическата партия, като заявява че при тях липсват демократичните принципи които са заявявали че имат в началото, и ги обвинява за лошото (според него) управление през 2005 – 2013 г. 